# Ercheu
Ercheu is een gemeente in het Franse departement Somme (regio Hauts-de-France) en telt 809 inwoners (2011). De plaats maakt deel uit van het arrondissement Montdidier.

## Geografie
De oppervlakte van Ercheu bedraagt 14,2 km², de bevolkingsdichtheid is 49,6 inwoners per km².
De onderstaande kaart toont de ligging van Ercheu met de belangrijkste infrastructuur en aangrenzende gemeenten.

## Demografie
Onderstaande figuur toont het verloop van het inwonertal (bron: INSEE-tellingen).